# Grand Prix Kanady 1997
Grand Prix Kanady 1997 ( XXXV. Grand Prix Air Canada), 7. závod 48. ročníku mistrovství světa jezdců Formule 1 a 39. ročníku poháru konstruktérů, historicky již 604. grand prix, se uskutečnila na okruhu Circuit Gilles Villeneuve.

## Výsledky

### Kvalifikace
| Pořadí | Číslo | Jezdec                | Konstruktér       | Čas      | Odstup |
| ------ | ----- | --------------------- | ----------------- | -------- | ------ |
| 1      | 5     | Michael Schumacher    | Ferrari           | 1:18.095 |        |
| 2      | 3     | Jacques Villeneuve    | Williams-Renault  | 1:18.108 | +0.013 |
| 3      | 22    | Rubens Barrichello    | Stewart-Ford      | 1:18.388 | +0.293 |
| 4      | 4     | Heinz-Harald Frentzen | Williams-Renault  | 1:18.464 | +0.369 |
| 5      | 10    | David Coulthard       | McLaren-Mercedes  | 1:18.466 | +0.371 |
| 6      | 12    | Giancarlo Fisichella  | Jordan-Peugeot    | 1:18.750 | +0.655 |
| 7      | 11    | Ralf Schumacher       | Jordan-Peugeot    | 1:18.869 | +0.774 |
| 8      | 7     | Jean Alesi            | Benetton-Renault  | 1:18.899 | +0.804 |
| 9      | 9     | Mika Häkkinen         | McLaren-Mercedes  | 1:18.916 | +0.821 |
| 10     | 14    | Olivier Panis         | Prost-Mugen-Honda | 1:19.034 | +0.939 |
| 11     | 8     | Alexander Wurz        | Benetton-Renault  | 1:19.286 | +1.191 |
| 12     | 6     | Eddie Irvine          | Ferrari           | 1:19.503 | +1.408 |
| 13     | 16    | Johnny Herbert        | Sauber-Petronas   | 1:19.622 | +1.527 |
| 14     | 19    | Jos Verstappen        | Tyrrell-Ford      | 1:20.102 | +2.007 |
| 15     | 1     | Damon Hill            | Arrows-Yamaha     | 1:20.129 | +2.034 |
| 16     | 2     | Pedro Diniz           | Arrows-Yamaha     | 1:20.175 | +2.080 |
| 17     | 18    | Mika Salo             | Tyrrell-Ford      | 1:20.336 | +2.241 |
| 18     | 17    | Gianni Morbidelli     | Sauber-Petronas   | 1:20.357 | +2.262 |
| 19     | 15    | Šindži Nakano         | Prost-Mugen-Honda | 1:20.370 | +2.275 |
| 20     | 21    | Jarno Trulli          | Minardi-Hart      | 1:20.370 | +2.275 |
| 21     | 23    | Jan Magnussen         | Stewart-Ford      | 1:20.491 | +2.396 |
| 22     | 20    | Ukjó Katajama         | Minardi-Hart      | 1:21.034 | +2.939 |

### Závod
| Pořadí | Číslo | Jezdec                | Konstruktér       | Kola | Čas/odstoupení | Start | Body |
| ------ | ----- | --------------------- | ----------------- | ---- | -------------- | ----- | ---- |
| 1      | 5     | Michael Schumacher    | Ferrari           | 54   | 1:17:40.646    | 1     | 10   |
| 2      | 7     | Jean Alesi            | Benetton-Renault  | 54   | +2.565         | 8     | 6    |
| 3      | 12    | Giancarlo Fisichella  | Jordan-Peugeot    | 54   | +3.219         | 6     | 4    |
| 4      | 4     | Heinz-Harald Frentzen | Williams-Renault  | 54   | +3.768         | 4     | 3    |
| 5      | 16    | Johnny Herbert        | Sauber-Petronas   | 54   | +4.716         | 13    | 2    |
| 6      | 15    | Šindži Nakano         | Prost-Mugen-Honda | 54   | +36.701        | 19    | 1    |
| 7      | 10    | David Coulthard       | McLaren-Mercedes  | 54   | +37.753        | 5     |      |
| 8      | 2     | Pedro Diniz           | Arrows-Yamaha     | 53   | +1 kolo        | 16    |      |
| 9      | 1     | Damon Hill            | Arrows-Yamaha     | 53   | +1 kolo        | 15    |      |
| 10     | 17    | Gianni Morbidelli     | Sauber-Petronas   | 53   | +1 kolo        | 18    |      |
| 11     | 14    | Olivier Panis         | Prost-Mugen-Honda | 51   | Nehoda         | 10    |      |
| Ret    | 19    | Mika Salo             | Tyrrell-Ford      | 46   | Motor          | 17    |      |
| Ret    | 18    | Jos Verstappen        | Tyrrell-Ford      | 42   | Převodovka     | 14    |      |
| Ret    | 8     | Alexander Wurz        | Benetton-Renault  | 35   | Převody        | 11    |      |
| Ret    | 22    | Rubens Barrichello    | Stewart-Ford      | 33   | Převodovka     | 3     |      |
| Ret    | 21    | Jarno Trulli          | Minardi-Hart      | 32   | Motor          | 20    |      |
| Ret    | 11    | Ralf Schumacher       | Jordan-Peugeot    | 14   | Nehoda         | 7     |      |
| Ret    | 20    | Ukjó Katajama         | Minardi-Hart      | 5    | Plynový pedál  | 22    |      |
| Ret    | 3     | Jacques Villeneuve    | Williams-Renault  | 1    | Nehoda         | 2     |      |
| Ret    | 9     | Mika Häkkinen         | McLaren-Mercedes  | 0    | Kolize         | 9     |      |
| Ret    | 6     | Eddie Irvine          | Ferrari           | 0    | Kolize         | 12    |      |
| Ret    | 23    | Jan Magnussen         | Stewart-Ford      | 0    | Nehoda         | 21    |      |

## Průběžné pořadí šampionátu
Pohár jezdců
| Pořadí | Jezdec             | Body |
| ------ | ------------------ | ---- |
| 1      | Michael Schumacher | 37   |
| 2      | Jacques Villeneuve | 30   |
| 3      | Olivier Panis      | 15   |
| 4      | Eddie Irvine       | 14   |
| 5      | Jean Alesi         | 13   |

Pohár konstruktérů
| Pořadí | Konstruktér       | Body |
| ------ | ----------------- | ---- |
| 1      | Ferrari           | 51   |
| 2      | Williams-Renault  | 43   |
| 3      | Benetton-Renault  | 23   |
| 4      | McLaren-Mercedes  | 21   |
| 5      | Prost-Mugen-Honda | 16   |